# Konferenz zur Zukunft Europas
Die Konferenz zur Zukunft Europas (kurz: Zukunftskonferenz, englisch: Conference on the Future of Europe, französisch: Conférence sur l'avenir de l'Europe) ist ein politisches Gremium, dessen Einberufung von der Europäischen Kommission und dem Europäischen Parlament Ende 2019 angekündigt wurde und das am 9. Mai 2021, dem Europatag, offiziell gestartet ist. Die Konferenz sollte neue Antworten für die Zukunft der Europäischen Demokratie formulieren und die nächsten Schritte der europäischen Integration vorzeichnen. Der Bericht über das Endergebnis der Konferenz wurde am 9. Mai 2022 der Präsidentin des Europäischen Parlaments, der Präsidentin der Europäischen Kommission und dem Präsidenten des Rates der Europäischen Union vorgelegt.

## Hintergrund
Die Konferenz war insbesondere ein zentrales Anliegen der liberalen Europapartei ALDE und des französischen Präsidenten Emmanuel Macron (beide Renew Europe) bei den Verhandlungen um die Kommissionsbildung nach der Europawahl 2019. Der französische Präsident hatte bereits 2017 in seiner Sorbonne-Rede zahlreiche Reformvorschläge gemacht, die aber bisher aus den anderen europäischen Hauptstädten größtenteils unbeantwortet geblieben waren.
Ziel der Konferenz ist es, 17 Jahre nach dem letzten Europäischen Konvent gemeinsam mit allen EU-Institutionen, Mitgliedstaaten und Unionsbürgern darüber zu diskutieren, wie die Zukunft der Europäischen Union aussehen soll. Insbesondere sollten institutionelle Reformen thematisiert werden, um noch bestehende Demokratiedefizite zu beheben und die EU aus 27 Mitgliedsstaaten handlungsfähiger zu machen. Ein Handlungsbedarf wurde nicht zuletzt angesichts des Austritts Großbritanniens aus der Union, dem Scheitern des Spitzenkandidaten-Prinzips 2019 sowie der fehlenden Einigkeit der nationalen Regierungen bei drängenden Themen wie der Flüchtlingskrise, in der Außenpolitik und beim Klimawandel für notwendig erachtet.
Die designierte Präsidentin Ursula von der Leyen nahm eine solche Konferenz daraufhin in ihr Regierungsprogramm auf. In ihrer Kandidatenrede und den politischen Leitlinien für die Kommission von der Leyen I beschrieb sie die Konferenz wie folgt:

„Ich will, dass die Bürgerinnen und Bürger bei einer Konferenz zur Zukunft Europas zu Wort kommen, die 2020 beginnen und zwei Jahre laufen soll. Diese Konferenz soll die Europäerinnen und Europäer zusammenbringen und unseren jungen Menschen, der Zivilgesellschaft und den europäischen Institutionen als gleichberechtigten Partnern eine starke Stimme geben. Sie muss gut vorbereitet werden: mit einem klar abgesteckten Rahmen und eindeutigen Zielen, die vorab von Parlament, Rat und Kommission vereinbart wurden. Ich bin bereit, das Vereinbarte weiterzuverfolgen, einschließlich gesetzgeberischer Maßnahmen, sofern diese erforderlich sind. Auch für Vertragsänderungen bin ich offen.“

In ihren „Sendungsbriefen“, die Von der Leyen den nominierten Kommissaren überreichte, wurden drei neue Kommissaren mit Aufgaben im Umfeld der Konferenz zur Zukunft Europas bedacht: Věra Jourová, Maroš Šefčovič und Dubravka Šuica. Šuica ist vorrangig damit bedacht, die Konferenz in Zusammenarbeit mit dem Europäischen Parlament vorzubereiten, Jourová ist die Repräsentantin der Kommission auf dieser Konferenz, und zusammen mit Šefčovič, dem Kommissar für interinstitutionelle Beziehungen, für die Nachbereitung der Konferenz in Kooperation mit dem Europäischen Rat, dem Rat der Europäischen Union, und dem Europäischen Parlament verantwortlich sein. Ursula von der Leyen sagte auch bereits ihre volle Unterstützung für einen etwaigen Vorsitz der Konferenz durch ein Mitglied des Europäischen Parlamentes zu.

## Planungen

### Deutsch-französisches Non-Paper
Im November 2019 schlugen die französische und die deutsche Regierung in ihrem „Non-Paper“ den folgenden ungefähren Zeitplan vor:
- 12./13. Dezember 2019 – erste Diskussion im Europäischen Rat
- Januar 2020 – Konferenzkonzept / inter-institutionelles Mandat
- Februar 2020 – Auftakt der Phase 1 (insbesondere Diskussion über transnationale Listen, das Spitzenkandidatensystem, Fragen der Bürgerbeteiligung u.ä.)
- Juli 2020 – Auftaktkonferenz der Phase 2 in Brüssel
- 2. Hälfte 2020 – Start von EU-weiten Expertentreffen und Bürgerdialogen (von EU-Institutionen und Mitgliedstaaten)
- 2021 – thematische und Halbzeit-Überprüfungskonferenzen
- 1. Hälfte 2022 – Abschlusskonferenz

Sie umrissen auch ihre Erwartung konkreter Ergebnisse: „Die Konferenz sollte sich bereits im interinstitutionellen Mandat dazu verpflichten, greifbare und konkrete Ergebnisse zu erzielen. Das endgültige Dokument mit Empfehlungen sollte dem Europäischen Rat zur Diskussion und Umsetzung vorgelegt werden.“

### Positionen des EU-Parlaments
Am 16. Oktober 2019 beschloss die Konferenz der Präsidenten des Europäischen Parlaments, eine Arbeitsgruppe zur Konferenz zur Zukunft Europas einzusetzen. Die Arbeitsgruppe setzt sich aus dem Präsidenten des Europäischen Parlaments, einem Vertreter pro Fraktion und einem Vertreter des Ausschusses für konstitutionelle Fragen (AFCO) zusammen, konkret:
| Name                                                  | Land                                  | EP-Fraktion                           | EP-Fraktion                           | AFCO                                  |
| Präsident des Europäischen Parlaments                 | Präsident des Europäischen Parlaments | Präsident des Europäischen Parlaments | Präsident des Europäischen Parlaments | Präsident des Europäischen Parlaments |
| ----------------------------------------------------- | ------------------------------------- | ------------------------------------- | ------------------------------------- | ------------------------------------- |
| David Sassoli                                         | Italien                               |                                       | S&D                                   |                                       |
| Vertreter der Fraktionen                              |                                       |                                       |                                       |                                       |
| Paulo Rangel                                          | Portugal                              |                                       | EVP                                   | Mitglied                              |
| Gabriele Bischoff                                     | Deutschland                           |                                       | S&D                                   | Stellvertretende Vorsitzende          |
| Guy Verhofstadt                                       | Belgien                               |                                       | RE                                    | Mitglied                              |
| Daniel Freund                                         | Deutschland                           |                                       | G/EFA                                 | Mitglied                              |
| Gunnar Beck                                           | Deutschland                           |                                       | ID                                    | Stellvertreter                        |
| Zdzisław Krasnodębski                                 | Polen                                 |                                       | EKR                                   |                                       |
| Helmut Scholz                                         | Deutschland                           |                                       | GUE/NGL                               | Stellvertreter                        |
| Vertreter des Ausschusses für konstitutionelle Fragen |                                       |                                       |                                       |                                       |
| Antonio Tajani (pro tempore)                          | Italien                               |                                       | EVP                                   | Vorsitzender                          |

Die Arbeitsgruppe hat als Aufgabe, einen Vorschlag zu den Positionen des Parlamentes bezüglich Rahmen, Dauer, Leitung, Struktur, Stakeholdern, Zielen und zu erwartenden Ergebnissen der Konferenz zu erarbeiten. Sie konsultiert diesbezüglich auch weitere institutionelle Akteuren der EU, wie z. B. den der Konferenz sehr aufgeschlossenen Ausschuss der Regionen, sowie Vertreter der Zivilgesellschaft.
Die Arbeitsgruppe hat Ende Dezember 2019 einen ersten Entwurf für den Aufbau der Konferenz erarbeitet. Sie fordert darin unter anderem:
- Das Parlament soll eine führende Rolle einnehmen.

- Bis zu sechs Bürgerversammlungen sollen eine zentrale Rolle spielen – in ihnen sollen repräsentativ geloste Bürger aus ganz Europa Empfehlungen erarbeiten, die dann an die EU-Institutionen weitergeleitet werden. Pro Versammlung soll es etwa 200 Teilnehmer geben, die zu einem zuvor bestimmten, politischen Thema debattieren werden. Die Versammlungen sollen in verschiedenen europäischen Städten abgehalten werden, mit Teilnehmern aus allen Mitgliedstaaten.
- Der Konferenz soll ein Lenkungsausschuss vorstehen (Steering Committee, organisatorische und logistische Fragen, um den Vorsitz bewerben sich Guy Verhofstadt und David Sassoli) – Vertreter der Kommission, des Rates und der sieben Fraktionen im EU-Parlament.
- EU-Institutionen sollen die Vorschläge in konkrete Gesetzesvorhaben oder gar Vertragsänderungen umsetzen – Vertreter der EU-Kommission, des Rates, des Europaparlamentes und der nationalen Parlamente, alle politischen Organe, die an (eventueller) Ratifizierung beteiligt sein werden. Auch Vertreter regionaler Parlamente und der Zivilgesellschaft sollen beteiligt sein.
- Die verhandelten Gesetzesvorschläge sollen noch einmal den Bürgerversammlungen vorgelegt werden, damit sie ihren Vorstellungen entsprechen.
- Die EU-Institutionen sollen sich verpflichten, die Empfehlungen umzusetzen, in Gesetzen oder Vertragsänderungen.
- Die Fraktionsvorsitzenden haben den Entwurf der Arbeitsgruppe angenommen. Er soll im Januar als Resolution im Plenum abgestimmt werden und mit der EU-Kommission und dem Rat verhandelt.
- Die Konferenz soll am 9. Mai 2020 beginnen.

Über die Entschließung des EU-Parlaments wurde im Januar 2020 im Plenum abgestimmt.

### Positionen des Ausschusses für konstitutionelle Fragen
Parallel zu den Sitzungen der Arbeitsgruppe zur Konferenz zur Zukunft der Europäischen Union wird das Thema im Ausschuss für konstitutionelle Fragen (AFCO) debattiert.
Im November 2019 begannen im AFCO Debatten über Gestaltung der Struktur und des Umfangs der Konferenz. In Bezug auf die Einbeziehung der Bürger haben einige Abgeordnete unterstrichen, dass die Auswahlkriterien wichtig wären, um eine inklusive Beteiligung im Hinblick auf Vielfalt und Geschlechtergleichgewicht zu gewährleisten. Als mögliche Themen der Konferenz erörterte der AFCO-Ausschuss die Fragen eines Initiativrechts des Parlaments, des Rates als zweite Kammer, der Rechtsstaatlichkeit, der Abstimmung mit qualifizierter Mehrheit im Rat, der Spitzenkandidaten, transnationaler Listen, wirtschaftspolitischer Steuerung, der Sozialpolitik, der Transparenzregister und eines unabhängigen Ethikgremiums.
In der AFCO-Anhörung vom 4. Dezember 2019 traten zehn Politiker, Politologen und Vertreter von Organisationen auf: Othmar Karas (Vizepräsident des EU-Parlaments), Luca Jahier (EWSA / EESC), Karl-Heinz Lambertz (AdR / CoR), Ulrike Guérot (Universität Krems), Christian Calliess (FU Berlin), Beniamino Caravita di Toritto (Universität La Sapienza), Francisco Aldecoa Luzárraga (Universität Complutense Madrid), Tymoteusz Zych (KIPR), Pier Virgilio Dastoli (EMI), Andrew Duff (Spinelli-Gruppe / EPC) und Vertreter der EU-Kommission Věra Jourová und Dubravka Šuica. Karas, Lambertz und Guérot stellten fest, dass es nicht beim Reden bleiben dürfe, sondern dass bestehende Probleme gelöst werden müssten, damit „Bürger/innen die Erfahrung machen können, dass die EU für sie einen praktischen und materiellen Mehrwert hat“. Dazu wäre auch Beteiligung von Kritikern an der EU im geplanten Bürgerdialog erforderlich. Ulrike Guérot plädierte für eine „Republikanisierung“ der EU, die in einem neuen EU-Verfassungskonvent beschlossen werden soll. Sie forderte, „das Europa der Mitgliedsländer in eine Europäische Republik [zu] formen, mit echten europäischen Bürger/innen, in eine Rechtsgemeinschaft, in der alle Bürgerinnen und Bürger – und nicht nur Waren und Währung – gleiche Rechte teilen“.
Anfang Dezember 2019 stimmte der AFCO einem Entwurf einer Stellungnahme zu, der an die Arbeitsgruppe gerichtet ist. Darin fordert er:
- Die Konferenz soll durch eine breite Kampagne europaweit bekannt gemacht werden.
- An der Konferenz teilnehmen sollen Europaabgeordnete, nationale Abgeordnete, EU-Kommissare, Vertreter des Rates der Mitgliedstaaten, der Zivilgesellschaft, der Sozialpartner (Gewerkschaften und Arbeitgebervertreter) sowie Bürger. Die Vertreter in der Konferenz, vor allem repräsentativ ausgewählte Bürger, sollen die Vielfalt Europas in Alter, Geschlecht, Herkunft und bei sozialen Schichten abbilden.
- Das Europaparlament bietet an, die Konferenz in seinen Räumen stattfinden zu lassen und verpflichtet sich für Transparenz per Web-Streaming und Veröffentlichung der Dokumente zu sorgen.
- Alle EU-Bürger sollen sich über online-Plattformen an der Arbeit der Konferenz beteiligen können. Jugendliche sollen besonders beteiligt werden.
- Kernthema der Konferenz sollte sein, wie Europa möglichst handlungsfähig werden kann. Die Bürger und die Konferenz sollten Themen auch selbst setzen können.
- Wie die nächste Europawahl 2024 noch europäischer werden könnte, z. B. mit Spitzenkandidaten und transnationalen Wahllisten, soll rechtzeitig vorher geklärt werden.
- In einer formellen Vereinbarung der EU-Institutionen sollten sich diese dazu verpflichten, die Ergebnisse der Konferenz rechtlich auf den Weg zu bringen, als EU-Gesetz oder Änderung der EU-Verträge. Das Parlament selbst verpflichtet sich, sein Recht zu nutzen, Vertragsänderungen nach Artikel 48 des EU-Vertrags förmlich dem Europäischen Rat vorzuschlagen. So würde erstmals seit 2002 wieder ein Europäischer Konvent einberufen.

### Corona-Pandemie
Durch die Anfang 2020 ausgebrochene Corona-Pandemie wurde der ursprüngliche Zeitplan für die Konferenz zunächst für unbestimmte Zeit umgeworfen. Als Startpunkt wurde grob der Herbst anvisiert.

### Positionen der Mitgliedstaaten im Rat
Der Rat der EU war lange still geblieben in Bezug auf die Konferenz zur Zukunft Europas. Allgemein schien die Begeisterung für sie unter den Mitgliedstaaten und in der Kommission laut Beobachtern gering; insbesondere mögliche institutionelle Reformen stießen auf Widerstand.
Am 18. Juni 2020 forderte das Europaparlament den Rat schließlich „nachdrücklich“ auf, sich endlich zur Zukunftskonferenz zu äußern. Bald darauf, am 24. Juni, verabschiedeten die nationalen Regierungen ihre diesbezüglichen Positionen. Darin sprachen sie sich dafür aus, dass die Konferenz baldmöglich starten, jedoch insbesondere auf digitale Formate setzen sollte. Sie solle möglichst viele Stakeholder (darunter alle EU-Organe und Mitgliedsländer) einbeziehen und viele Themen behandeln. Dazu zählt der Rat die Bewältigung der Corona-Krise und des Klimawandels, soziale Herausforderungen, Innovation, die digitale Transformation und die internationale Kooperation. Gleichzeitig stellt er klar, dass die Konferenz kein Konvent sei und daher Vertragsänderungen zunächst nicht beschlossen werden können. Seine Ergebnisse sollten nach dem Willen der Mitgliedsländer stattdessen lediglich in einer gemeinsamen Erklärung zusammengefasst werden. Dies würde bedeuten, dass sich zunächst keine direkten legislativen Initiativen oder Verpflichtungen aus der Konferenz ergäben. Zudem betont der Rat, dass die Vorrechte aller Institutionen unangetastet bleiben müssen.

### Ergebnis der Verhandlungen
Nach weiteren langen, zähen Verhandlungen, in denen insbesondere um die Leitung und das Mandat der Konferenz gerungen wurde, gaben die Mitgliedsstaaten nach einem Treffen der EU-Botschafter in Brüssel am 3. Februar 2021 bekannt, dass die Konferenz in Form eines Bürgerdialogs ab Mai beginnen soll.
Sie soll gemeinsam von den Chefs der drei EU-Institutionen – Europäischer Rat, Europäische Kommission und Europäisches Parlament – geleitet werden, mit „Unterstützung“ eines Exekutivausschusses. Der ursprünglich vom Parlament favorisierte Guy Verhofstadt ging damit faktisch leer aus; ein Grund dafür soll seine dezidiert euroföderalistische Haltung gewesen sein. Die Konferenz soll am 9. Mai, dem Europatag beginnen. Die offizielle Auftaktveranstaltung soll im elsässischen Straßburg stattfinden, sofern dies die COVID-Lage erlaubt.
Am 10. März unterzeichneten die drei Vorsitzenden eine Gemeinsame Erklärung, die die formelle Grundlage für die Konferenz legen soll. So sollen die Bürgerforen einen repräsentativen Querschnitt der Bevölkerung abbilden sowie digital und mehrsprachig organisiert sein. Auch soll eine Online-Plattform eingerichtet werden, auf der die Bürger ihre Anregungen austauschen und debattieren können. Außerdem wird konkretisiert, dass der Exekutivausschuss aus je drei Vertretern und bis zu vier Stellvertretern der drei Institutionen bestehen soll, sowie mit beratender Stimme aus Vertretern des COAC, des Ausschusses der Regionen und des Wirtschafts- und Sozialausschusses. Die Zwischenergebnisse sollen mindestens jedes halbe Jahr in einem gemeinsamen Plenum besprochen werden. Themen sollen u. a. sein:

„Aufbau eines gesunden Kontinents, Bekämpfung des Klimawandels und Bewältigung der ökologischen
Herausforderungen, eine Wirtschaft im Dienste der Menschen, soziale Gerechtigkeit, Gleichheit und
Solidarität zwischen den Generationen, der digitale Wandel Europas, europäische Rechte und Werte
einschließlich Rechtsstaatlichkeit, Herausforderungen im Bereich Migration, Sicherheit, die Rolle der
EU in der Welt, die demokratischen Grundlagen der Union und die Stärkung der demokratischen
Prozesse der Europäischen Union. Daneben können auch Querschnittsthemen erörtert werden, die die
Fähigkeit der EU betreffen, ihre politischen Prioritäten umzusetzen, beispielsweise bessere
Rechtsetzung, Anwendung der Grundsätze der Subsidiarität und der Verhältnismäßigkeit, die
Umsetzung und Durchsetzung des Besitzstands sowie Transparenz.“

Die Unionsbürger sollen darüber hinaus weitere Themen ansprechen können, die ihnen am Herzen liegen.

### Kritik
Die Position des Rates stieß bei einigen Europaabgeordneten und politischen Beobachtern auf Kritik. Sie warfen den nationalen Regierungen vor, die Konferenz durch ein vages Mandat verwaschen zu wollen, insbesondere um institutionelle Reformen (etwa mehr Rechte für das Europäische Parlament) zu verhindern. Sie fürchten, dass eine Konferenz ohne starkes Mandat zu einer reinen Show-Veranstaltung verkommen könnte und die Bürger so enttäuschen würde.
So kritisierte etwa Gabriele Bischoff, dass die institutionelle Dimension der Konferenz komplett ignoriert würde. Ähnlich äußerte sich auch der spanische Abgeordnete Dominique Ruiz Devesa: „Wir wollen eine Debatte ohne Tabus; das umfasst auch Vertragsänderungen.“ Vertreter des Ausschusses der Regionen forderten zudem eine stärkere Einbeziehung regionaler und lokaler Gebietskörperschaften.
Außerdem sprach sich Leonie Martin, Präsidentin der Jungen Europäischen Föderalisten, für eine breite Bürgerbeteiligung aus: „Viel zu lange wurden wir, die Europäischen Bürger, bei Diskussionen über die Zukunft der europäischen Integration beiseitegeschoben oder lediglich oberflächlich konsultiert. Diese Zeiten sind vorbei.“

## Organisation
Die Konferenz wird geleitet von den Vorsitzenden der drei wichtigsten EU-Institutionen:
- Ratsvorsitz
Jean-Yves Le Drian*
( RE)
- Kommissionspräsidentin
Ursula von der Leyen
( EVP)
- Parlamentspräsident
David Sassoli
( S&D)

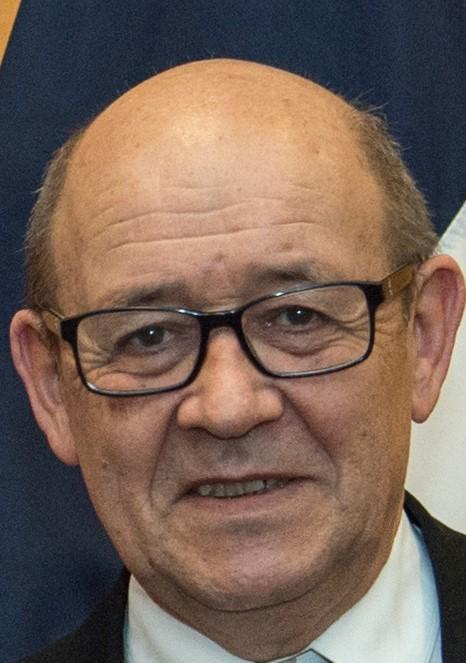
Ratsvorsitz Jean-Yves Le Drian* (RE)
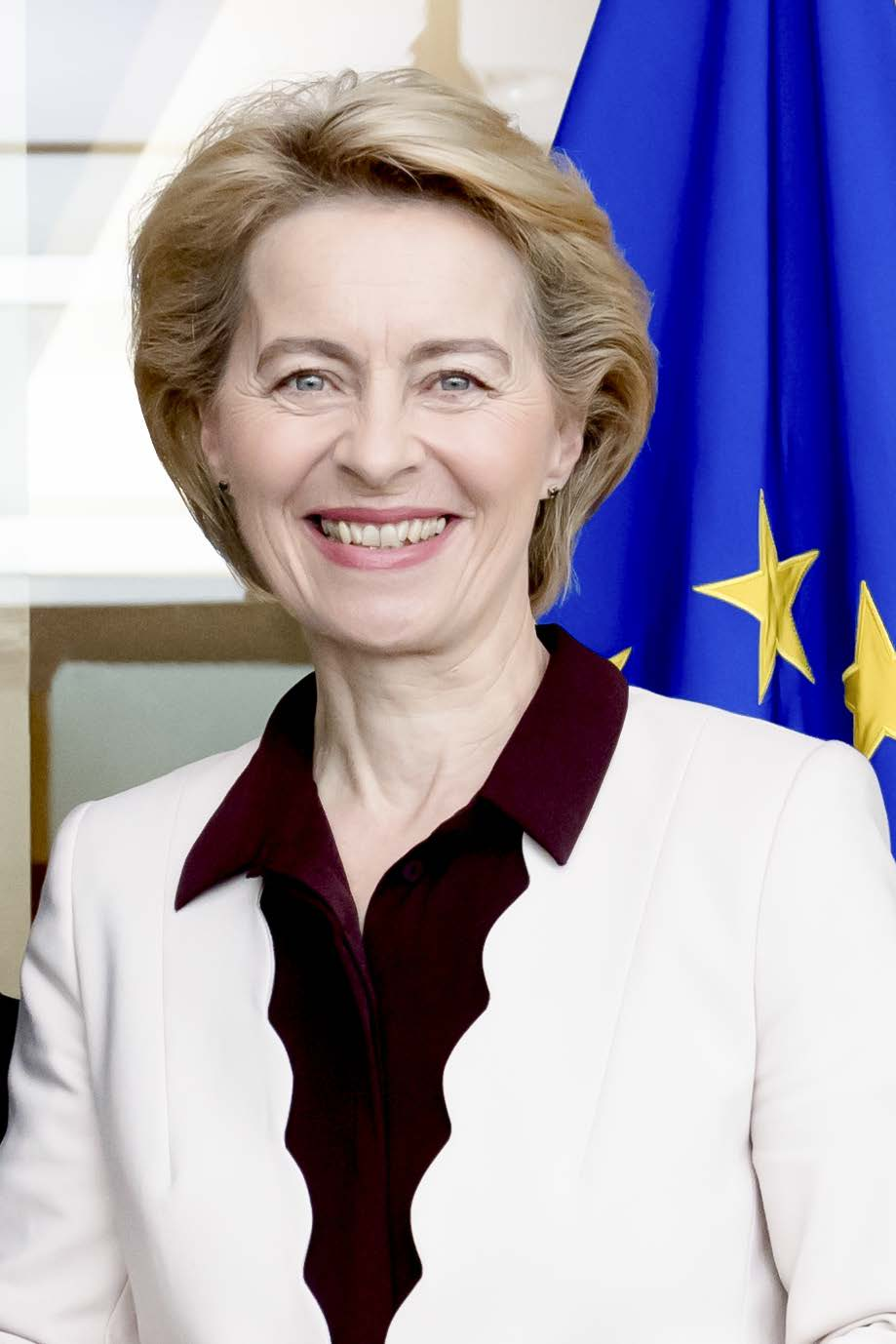
Kommissionspräsidentin Ursula von der Leyen (EVP)
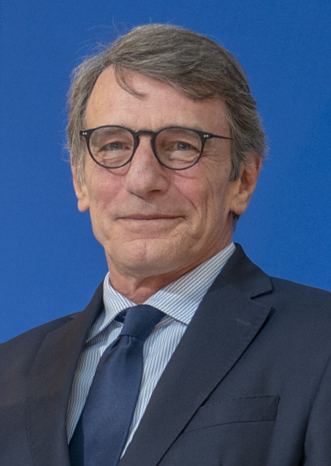
Parlamentspräsident David Sassoli (S&D)

* davor: von Januar bis Juni 2021: Augusto Santos Silva ( S&D), bis Januar 2022: Anže Logar ( EVP).

### Mitglieder des Exekutivausschusses
Der Exekutivausschuss, als administratives Führungsgremium der Konferenz, besteht aus:
| Name                           | Land                           | EP-Fraktion                    | EP-Fraktion                    | Funktion                                                                                               |
| Für das Europäische Parlament: | Für das Europäische Parlament: | Für das Europäische Parlament: | Für das Europäische Parlament: | Für das Europäische Parlament:                                                                         |
| ------------------------------ | ------------------------------ | ------------------------------ | ------------------------------ | --- |
| Guy Verhofstadt                | Belgien                        |                                | RE                             | Co-Vorsitz (vom Parlament nominierter Vorsitzender)                                                    |
| Manfred Weber                  | Deutschland                    |                                | EVP                            | Vertreter (Fraktionsvorsitzender)                                                                      |
| Iratxe García Pérez            | Spanien                        |                                | S&D                            | Vertreterin (Fraktionsvorsitzende)                                                                     |
| Für den Rat:                   |                                |                                |                                | |
| Ana Paula Zacarias             | Portugal                       |                                | S&D                            | Europastaatssekretärin (Co-Vorsitz bis zum Ende der portugiesischen EU-Ratspräsidentschaft Mitte 2021) |
| Gašper Dovžan                  | Slowenien                      |                                | EVP                            | Europastaatssekretär (Co-Vorsitz ab Mitte 2021 für die slowenische EU-Ratspräsidentschaft)             |
| Clément Beaune                 | Frankreich                     |                                | RE                             | Europastaatssekretär (Co-Vorsitz ab Anfang 2022 für die französische EU-Ratspräsidentschaft)           |
| Für die Kommission:            |                                |                                |                                | |
| Dubravka Šuica                 | Kroatien                       |                                | EVP                            | Co-Vorsitz (Vizepräsidentin für Demokratie und Demografie)                                             |
| Maroš Šefčovič                 | Slowakei                       |                                | S&D                            | Vertreter (Vizepräsident für interinstitutionelle Beziehungen)                                         |
| Věra Jourová                   | Tschechien                     |                                | RE                             | Vertreterin (Vizepräsidentin für Werte und Transparenz)                                                |

Darüber hinaus nehmen weitere Mitglieder der o.g. Institutionen sowie Vertreter von Interessensgruppen als Beobachter teil.

### Plenum der Konferenz
Das Plenum der Konferenz, das „ein ausgewogenes Geschlechterverhältnis aufweisen“ soll, wird den Kern der Konferenz bilden. Es besteht aus:
- 108 Mitglieder des Europäischen Parlaments
- 54 Vertretern des Rates (2 pro Mitgliedstaat)
- 3 der Europäischen Kommission
- 108 Vertretern aller nationalen Parlamente

- 108 Bürgern, „um die Ideen aus den Bürgerforen und der mehrsprachigen digitalen Plattform zu erörtern“ – davon:
  - 80 Vertreter aus den Europäischen Bürgerforen (citizens' panels), von denen mindestens ein Drittel (27) jünger als 25 Jahre sind
  - 27 aus nationalen Bürgerforen oder Konferenzveranstaltungen (1 pro Mitgliedstaat)
  - die Vorsitzende des Europäischen Jugendforums

- 18 Vertreter
  - des Europäischen Ausschusses der Regionen und
  - des Europäischen Wirtschafts- und Sozialausschusses
- 8 Vertreter der Sozialpartner und der Zivilgesellschaft.

- Als Beobachter:
  - Der Hohe Vertreter der Europäischen Union für Außen- und Sicherheitspolitik, wenn die internationale Rolle der EU zur Debatte steht
  - Vertreter der wichtigsten Interessengruppen können ebenfalls eingeladen werden

### Themen
Die Themen der Debatten sollen sich orientieren an den Empfehlungen aus den Bürgerforen und den Beiträgen aus der mehrsprachigen digitalen Plattform. Diese Plattform soll der zentrale Ort sein, an dem Beiträge aus allen konferenzbezogenen Veranstaltungen gesammelt, ausgewertet und veröffentlicht werden.
Die Themen sind in 10 Kategorien unterteilt:
- Klimawandel und Umwelt
- Gesundheit
- Eine stärkere Wirtschaft, soziale Gerechtigkeit und Beschäftigung
- Die EU in der Welt
- Werte und Rechte, Rechtsstaatlichkeit, Sicherheit
- Digitaler Wandel
- Demokratie in Europa
- Migration
- Bildung, Kultur, Jugend und Sport
- Weitere Ideen

## Verlauf

### Online-Beteiligung (seit April 2021)
Der Bürgerdialog begann am 19. April 2021 mit einer Online-Plattform unter futureu.europa.eu, auf der Reformvorschläge eingebracht und debattiert werden können. Zudem sind europaweit bereits zahlreiche Online-Veranstaltungen geplant.

### Eröffnungszeremonie (9. Mai 2021)
Am Europatag 2021, während der portugiesischen Ratspräsidentschaft, wurde die Konferenz im Europaparlament feierlich eröffnet. Es sprachen u. a. Kommissionspräsidentin Ursula von der Leyen und der französische Staatspräsident Emmanuel Macron. Letzterer betonte besonders die Wichtigkeit von „großen Träume und Ambitionen“.
Zum Zeitpunkt des Starts der Konferenz war aber nach wie vor unklar, wer genau in dem 433 Personen großen, zentralen „Plenum“ vertreten sein soll. Hintergrund ist insbesondere der andauernde Streit zwischen den europäischen Institutionen und den Mitgliedstaaten, wie weitgehend der Einfluss der Konferenz sein soll und wer letztlich über ihre Ergebnisse entscheiden soll. Während insbesondere das EU-Parlament möglichst weitreichende Mitspracherechte der Bürger und Reformen anstoßen möchte, wollen die nationalen Regierungen dies eher verhindern.

## Ergebnis
Der Bericht über das Endergebnis der Konferenz wurde den Präsidenten der drei Organe am 9. Mai 2022 vorgelegt. Die drei Organe – Kommission, Parlament, Rat – haben den Abschlussbericht bei einem EU-Gipfel Ende Juni 2022 verabschiedet.
Die 49 Vorschläge enthalten 200 Maßnahmen, darunter die Abschaffung des Prinzips der Einstimmigkeit in der Finanzpolitik, eine gemeinsame Schuldenaufnahme für Investitionen, eine Zuständigkeit für Gesundheitspolitik auch für die EU, sowie transnationale Listen und Spitzenkandidaten bei der nächsten Europawahl. Um dies in Form von Vertragsänderungen umzusetzen, wurde ein Europäischer Konvent gefordert. Auch das Europäische Parlament schloss sich dieser Forderung an; die Entscheidung liegt jetzt beim Rat, der das Thema jedoch bisher aufgeschoben hat.